# Sainte-Fortunade
Sainte-Fortunade est une commune française située dans le département de la Corrèze, en région Nouvelle-Aquitaine.

## Géographie
Commune limitée au nord par la Corrèze et où se trouve la source du Coiroux.

### Communes limitrophes
Sainte-Fortunade est limitrophe de neuf autres communes.
Les communes limitrophes sont  Albussac, Beynat, Chameyrat, Cornil, Ladignac-sur-Rondelles, Lagarde-Marc-la-Tour, Laguenne-sur-Avalouze, Le Chastang et Tulle.
| Chameyrat   | Tulle            | Laguenne-sur-Avalouze                        |
| Cornil      | Sainte-Fortunade | Ladignac-sur-Rondelles, Lagarde-Marc-la-Tour |
| Le Chastang | Beynat           | Albussac                                     |

### Climat
Pour des articles plus généraux, voir Climat de la Nouvelle-Aquitaine et Climat de la Corrèze.
Historiquement, la commune est exposée à un climat montagnard.  
En 2020, Météo-France publie une typologie des climats de la France métropolitaine dans laquelle la commune est exposée à un climat de montagne et est dans la région climatique Ouest et nord-ouest du Massif Central, caractérisée par une pluviométrie annuelle de 900 à 1 500 mm, maximale en automne et en hiver.
Pour la période 1971-2000, la température annuelle moyenne est de 11,3 °C, avec  une amplitude thermique annuelle de 14,9 °C. Le cumul annuel moyen de précipitations est de 1 322 mm, avec 12,1 jours de précipitations en janvier et 7,9 jours en juillet. Pour la période 1991-2020, la température moyenne annuelle observée sur la station météorologique la plus proche, située sur la commune de Tulle à 7 km à vol d'oiseau, est de 12,1 °C et le cumul annuel moyen de précipitations est de 1 236,1 mm,. Pour l'avenir, les paramètres climatiques de la commune estimés pour 2050 selon différents scénarios d’émission de gaz à effet de serre sont consultables sur un site dédié publié par Météo-France en novembre 2022.

## Urbanisme

### Typologie
Au 1er janvier 2024, Sainte-Fortunade est catégorisée commune rurale à habitat dispersé, selon la nouvelle grille communale de densité à 7 niveaux définie par l'Insee en 2022.
Elle appartient à l'unité urbaine de Tulle, une agglomération intra-départementale dont elle est une commune de la banlieue,. Par ailleurs la commune fait partie de l'aire d'attraction de Tulle, dont elle est une commune de la couronne,. Cette aire, qui regroupe 43 communes, est catégorisée dans les aires de moins de 50 000 habitants,.

### Occupation des sols
L'occupation des sols de la commune, telle qu'elle ressort de la base de données européenne d’occupation biophysique des sols Corine Land Cover (CLC), est marquée par l'importance des forêts et milieux semi-naturels (49,8 % en 2018), en diminution par rapport à 1990 (53,2 %). La répartition détaillée en 2018 est la suivante : 
forêts (49,8 %), prairies (36,4 %), zones agricoles hétérogènes (11,9 %), zones urbanisées (1,5 %), zones industrielles ou commerciales et réseaux de communication (0,4 %).
L'évolution de l’occupation des sols de la commune et de ses infrastructures peut être observée sur les différentes représentations cartographiques du territoire : la carte de Cassini (XVIIIe siècle), la carte d'état-major (1820-1866) et les cartes ou photos aériennes de l'IGN pour la période actuelle (1950 à aujourd'hui).

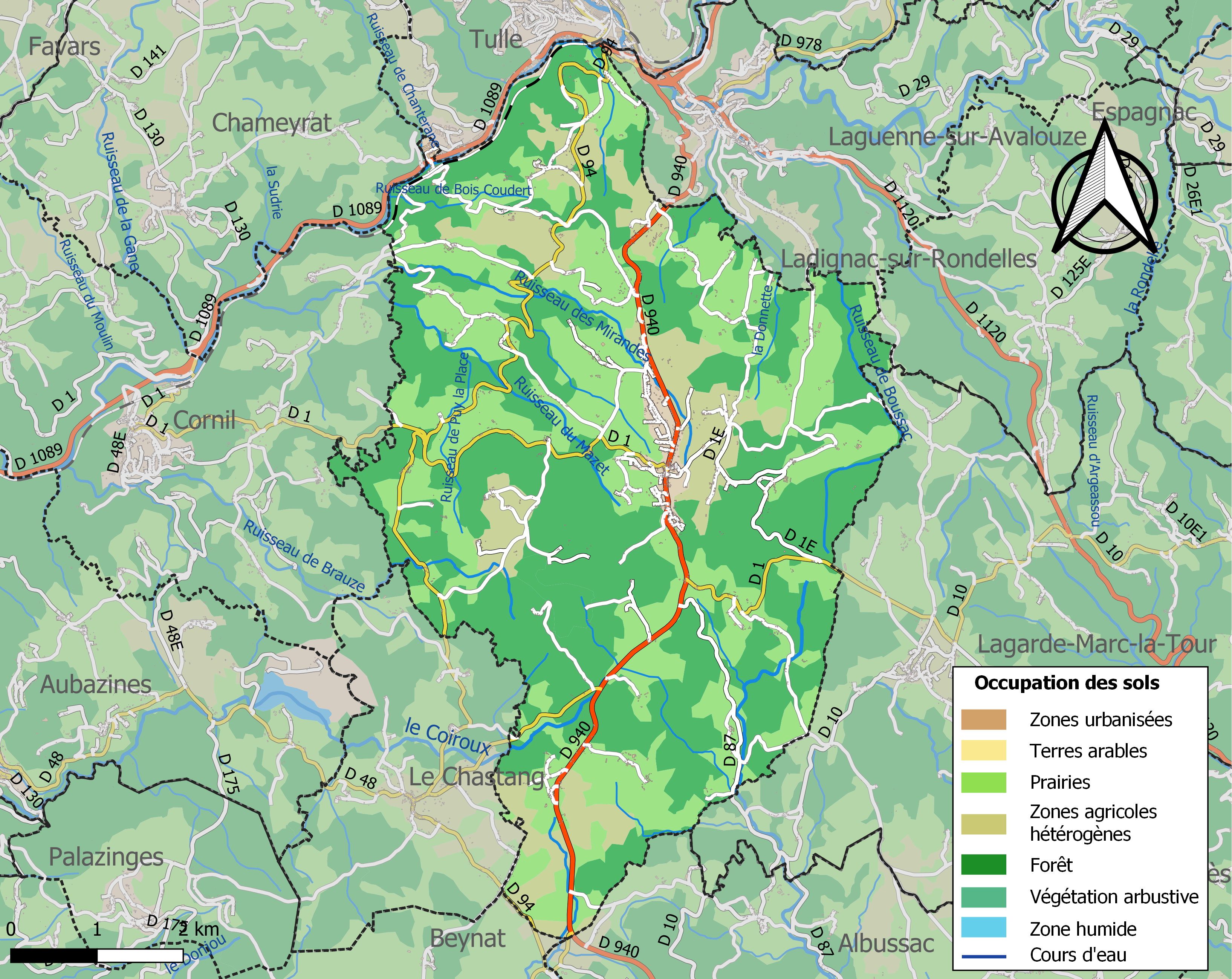
Carte des infrastructures et de l'occupation des sols de la commune en 2018 (CLC).

### Risques majeurs
Le territoire de la commune de Sainte-Fortunade est vulnérable à différents aléas naturels : météorologiques (tempête, orage, neige, grand froid, canicule ou sécheresse), inondations, feux de forêts et séisme (sismicité très faible). Il est également exposé à un risque particulier : le risque de radon. Un site publié par le BRGM permet d'évaluer simplement et rapidement les risques d'un bien localisé soit par son adresse soit par le numéro de sa parcelle.

#### Risques naturels

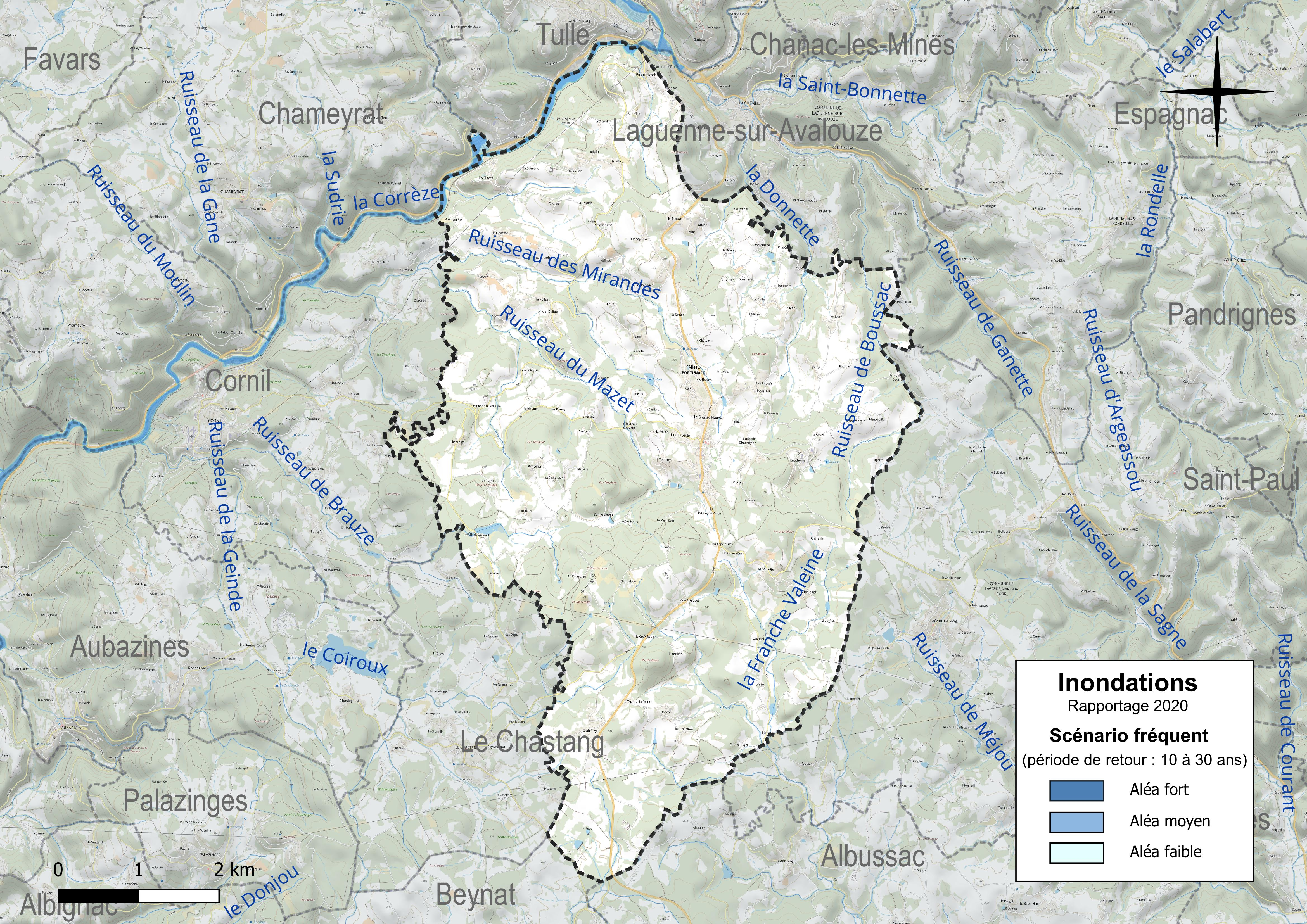
Carte de la zone inondable de la commune définie pour le scénario fréquent, dans le territoire à risque important d’inondation (TRI) Tulle-Brive.

La commune fait partie du territoire à risques importants d'inondation (TRI) de Tulle-Brive, regroupant 20 communes concernées par un risque de débordement de la Corrèze et de la Vézère (17 dans la Corrèze et trois dans la Dordogne), un des 18 TRI qui ont été arrêtés le 11 janvier 2013 sur le bassin Adour-Garonne. Des cartes des surfaces inondables ont été établies pour trois scénarios : fréquent (crue de temps de retour de 10 ans à 30 ans), moyen (temps de retour de 100 ans à 300 ans) et extrême (temps de retour de l'ordre de 1 000 ans, qui met en défaut tout système de protection). La commune a été reconnue en état de catastrophe naturelle au titre des dommages causés par les inondations et coulées de boue survenues en 1982, 1993, 1999 et 2001,. Le risque inondation est pris en compte dans l'aménagement du territoire de la commune par le biais du plan de prévention des risques (PPR) inondation « Corrèze amont », approuvé le 9 octobre 2006.

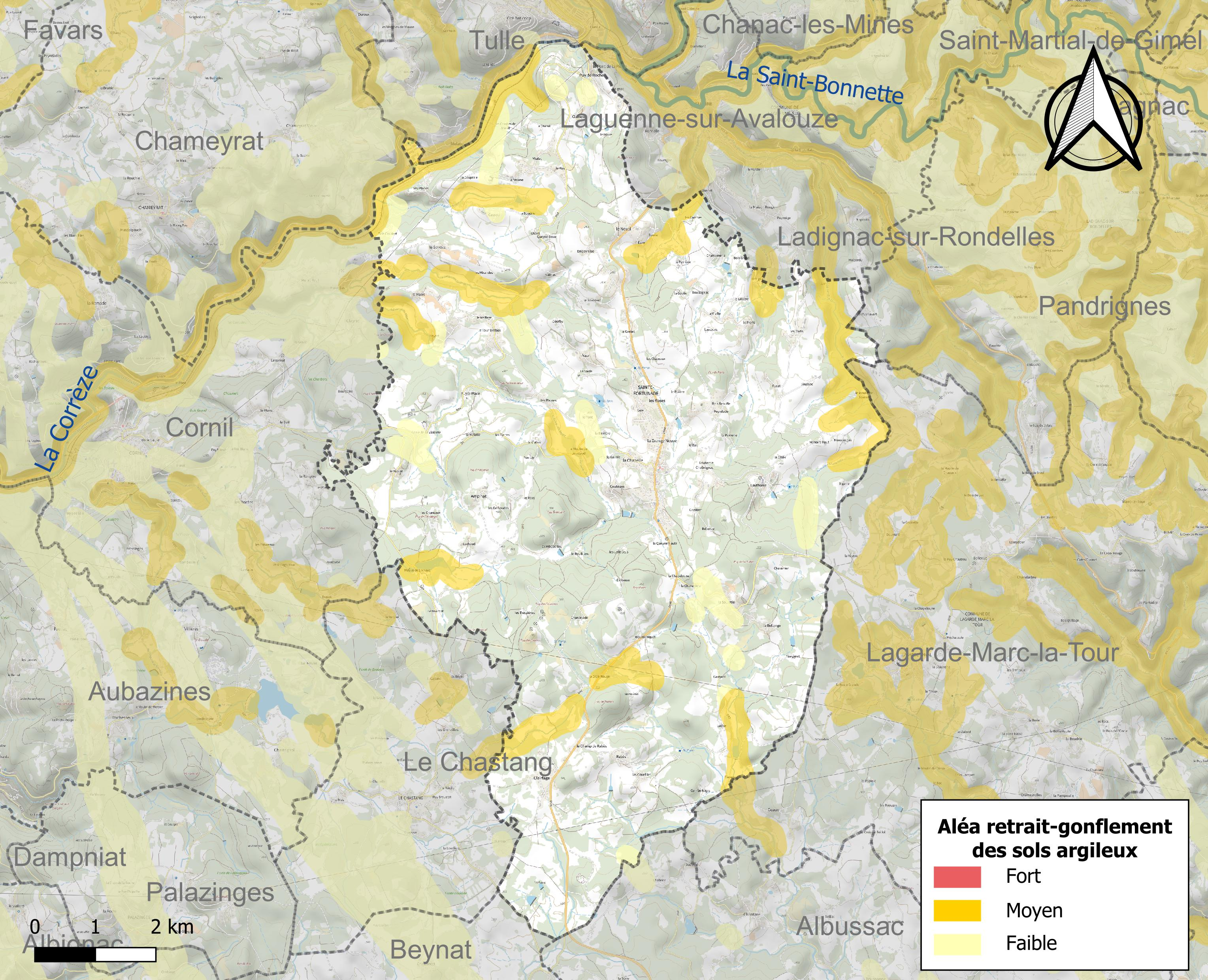
Carte des zones d'aléa retrait-gonflement des sols argileux de Sainte-Fortunade.

Le retrait-gonflement des sols argileux est susceptible d'engendrer des dommages importants aux bâtiments en cas d’alternance de périodes de sécheresse et de pluie. 11,6 % de la superficie communale est en aléa moyen ou fort (26,8 % au niveau départemental et 48,5 % au niveau national). Sur les 960 bâtiments dénombrés sur la commune en 2019,  24 sont en aléa moyen ou fort, soit 3 %, à comparer aux 36 % au niveau départemental et 54 % au niveau national. Une cartographie de l'exposition du territoire national au retrait gonflement des sols argileux est disponible sur le site du BRGM,.
Concernant les feux de forêt, aucun plan de prévention des risques incendie de forêt (PPRIF) n’a été établi en Corrèze, néanmoins le code de l’urbanisme impose la prise en compte des risques dans les documents d’urbanisme. Le périmètre des servitudes d'utilité publique et des zones d'obligation légale de débroussaillement pour les particuliers est quant à lui défini pour la commune dans une carte dédiée.
Concernant les mouvements de terrains, la commune a été reconnue en état de catastrophe naturelle au titre des dommages causés par la sécheresse en 2011 et par des mouvements de terrain en 1999.

#### Risque particulier
Dans plusieurs parties du territoire national, le radon, accumulé dans certains logements ou autres locaux, peut constituer une source significative d’exposition de la population aux rayonnements ionisants. Certaines communes du département sont concernées par le risque radon à un niveau plus ou moins élevé. Selon la classification de 2018, la commune de Sainte-Fortunade est classée en zone 3, à savoir zone à potentiel radon significatif.

## Toponymie
Le nom de Sainte-Fortunade fait référence à sainte Fauste, une martyre chrétienne du IVe siècle dont certaines reliques ont été transférées à Brivezac (distante d'une vingtaine de kilomètres) au IXe siècle.

## Histoire
Le 8 juin 1944, la division SS Das Reich incendie le village des Quatre Routes d'Albussac, situé sur la route départementale 940, avant d'assassiner un vieil homme et de brûler sa maison au Grelet de Sainte-Fortunade puis de poursuivre leurs assassinats à Tulle,.

## Politique et administration

### Liste des maires

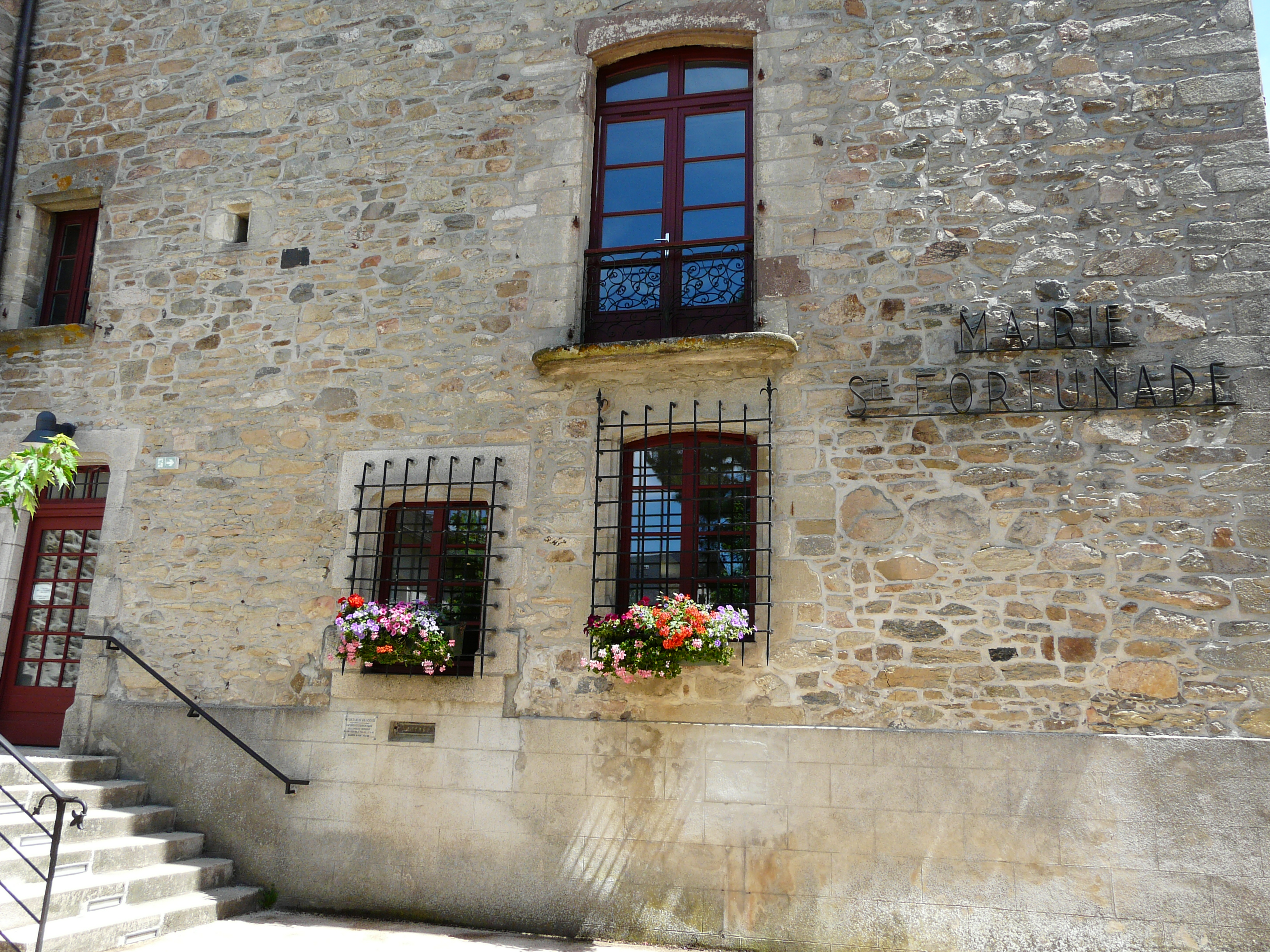
La mairie.

| Période                                  | Période        | Identité                         | Étiquette | Qualité                    |
| ---------------------------------------- | -------------- | -------------------------------- | --------- | -------------------------- |
| Les données manquantes sont à compléter. |                |                                  |           |                            |
|                                          |                |                                  |           |                            |
| 1809                                     |                | Bernard Jaubert                  |           |                            |
|                                          |                |                                  |           |                            |
| 1816                                     | 1840           | Jean-Léonard Dufraysse Deviane   |           |                            |
| 1843                                     | 1844           | François Perier                  |           |                            |
| 1844                                     | 1859           | Jean-Baptiste Barthélémy Filliol |           |                            |
| 1870                                     |                | Jean Lacroix                     |           |                            |
|                                          |                |                                  |           |                            |
| mars 2001                                | 2008           | Bernard Bourguignon              |           |                            |
| mars 2008                                | mai 2020       | Michel Jaulin                    | PS        | Retraité de l'enseignement |
| mai 2020                                 | septembre 2023 | Martine Dupin de Beyssat         | DVD       |                            |
| octobre 2023                             | En cours       | Frédéric Bouysson                | DVD       |                            |

### Jumelages

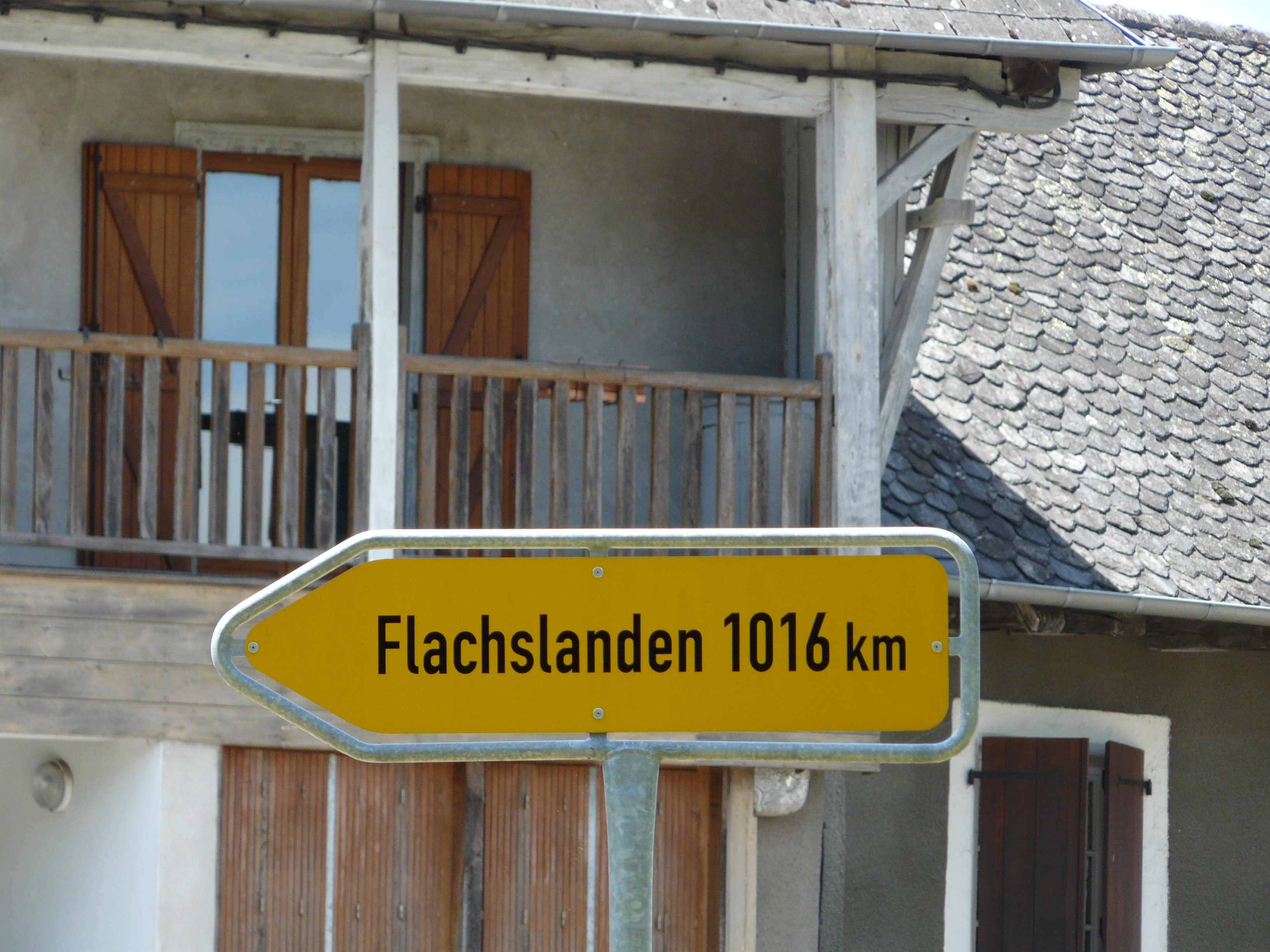
Panneau indiquant la distance jusqu'à la commune jumelée de Flachslanden.

- Flachslanden (Allemagne).

## Population et société

### Démographie
L'évolution du nombre d'habitants est connue à travers les recensements de la population effectués dans la commune depuis 1793. Pour les communes de moins de 10 000 habitants, une enquête de recensement portant sur toute la population est réalisée tous les cinq ans, les populations de référence des années intermédiaires étant quant à elles estimées par interpolation ou extrapolation. Pour la commune, le premier recensement exhaustif entrant dans le cadre du nouveau dispositif a été réalisé en 2007.

En 2022, la commune comptait 1 793 habitants, en évolution de +0,22 % par rapport à 2016 (Corrèze : −0,59 %, France hors Mayotte : +2,11 %).
| 1793  | 1800  | 1806  | 1821  | 1831  | 1836  | 1841  | 1846  | 1851  |
| ----- | ----- | ----- | ----- | ----- | ----- | ----- | ----- | ----- |
| 1 610 | 1 616 | 1 708 | 1 686 | 1 961 | 1 855 | 2 060 | 2 233 | 2 205 |

| 1856  | 1861  | 1866  | 1872  | 1876  | 1881  | 1886  | 1891  | 1896  |
| ----- | ----- | ----- | ----- | ----- | ----- | ----- | ----- | ----- |
| 2 077 | 2 008 | 2 108 | 2 021 | 2 010 | 2 070 | 2 189 | 2 153 | 2 131 |

| 1901  | 1906  | 1911  | 1921  | 1926  | 1931  | 1936  | 1946  | 1954  |
| ----- | ----- | ----- | ----- | ----- | ----- | ----- | ----- | ----- |
| 2 081 | 2 073 | 2 045 | 1 856 | 1 820 | 1 672 | 1 634 | 1 561 | 1 507 |

| 1962  | 1968  | 1975  | 1982  | 1990  | 1999  | 2006  | 2007  | 2012  |
| ----- | ----- | ----- | ----- | ----- | ----- | ----- | ----- | ----- |
| 1 546 | 1 381 | 1 360 | 1 619 | 1 605 | 1 716 | 1 758 | 1 762 | 1 787 |

| 2017  | 2022  | - | - | - | - | - | - | - |
| ----- | ----- | - | - | - | - | - | - | - |
| 1 784 | 1 793 | - | - | - | - | - | - | - |

## Culture locale et patrimoine

### Lieux et monuments
Le château de Sainte-Fortunade du XVe siècle a été édifié par la famille de Lavaur de Sainte-Fortunade qui le possédait encore jusqu'aux environs de 1950. Il comporte une tour ronde, un escalier à vis et des pièces monumentales. Il s’inscrit dans un parc du XIXe siècle avec une orangerie, désormais transformée en salle des fêtes. Ses façades et toitures sont inscrites au titre des monuments historiques en 1997.
Le château de la Morguie, du XVIIe siècle est partiellement inscrit depuis 1985.
L'abside et le clocher de l'église Saint-Martial sont inscrits depuis 1927.

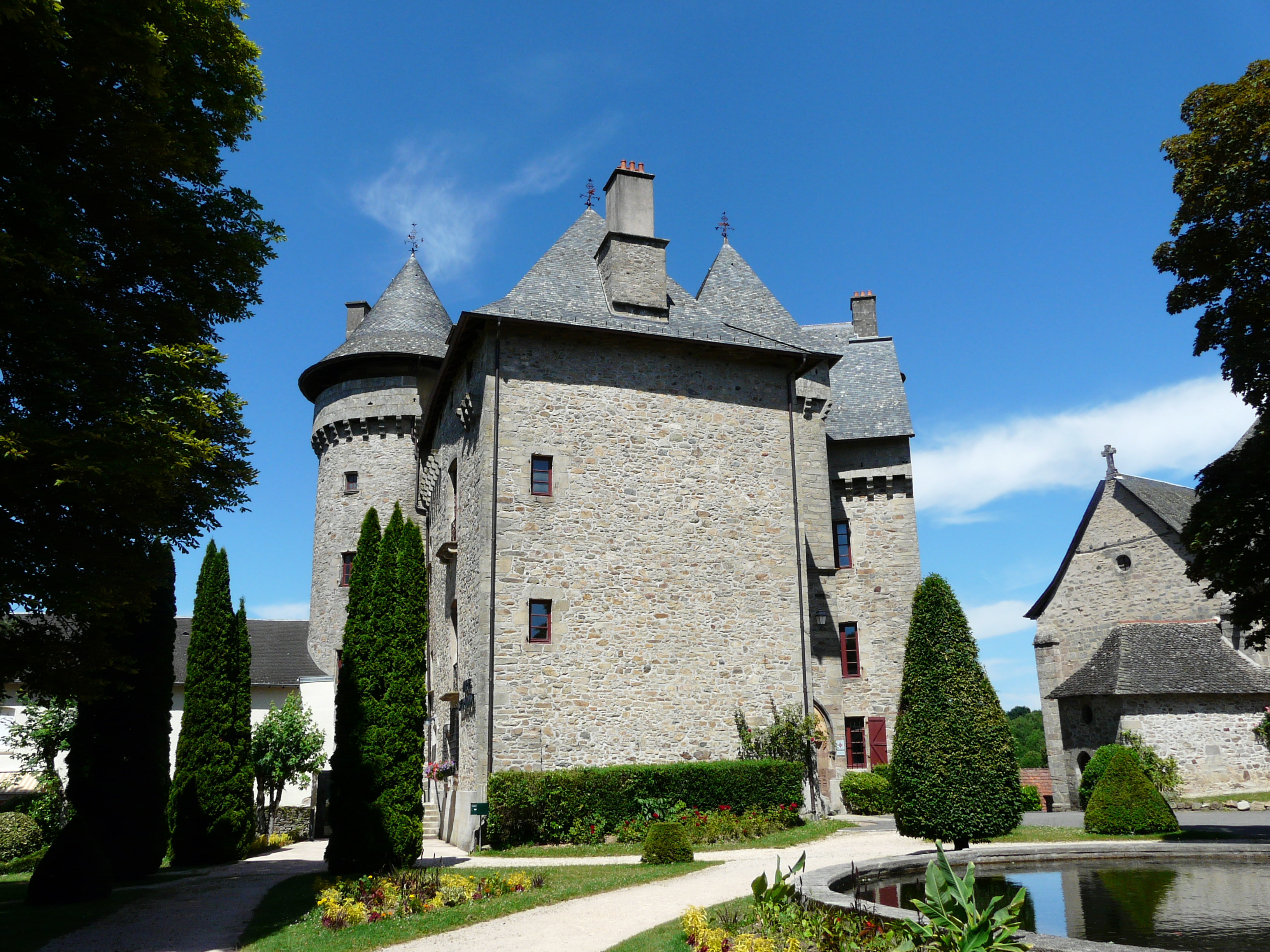
Le château de sainte-Fortunade.
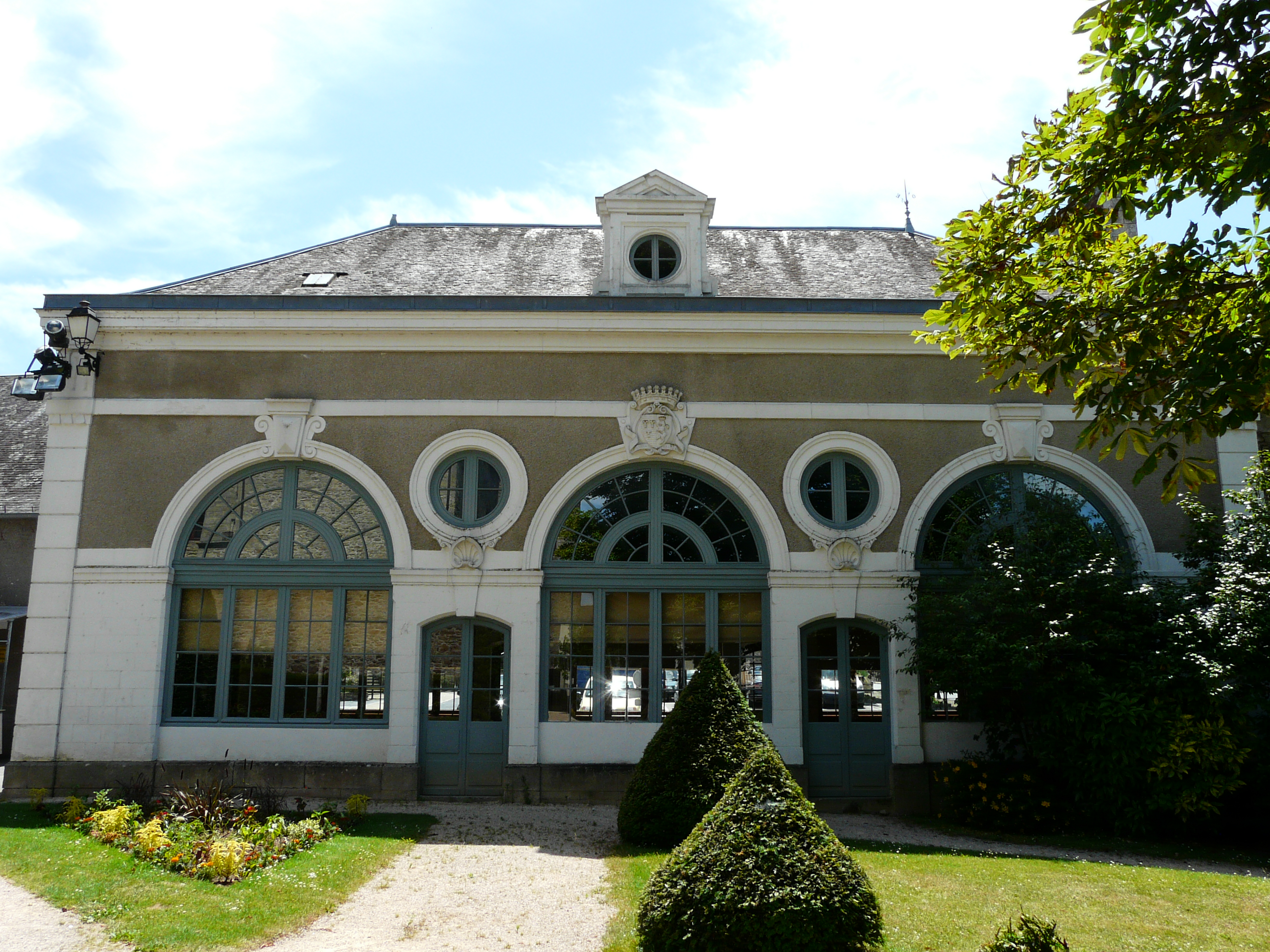
L'ancienne orangerie.
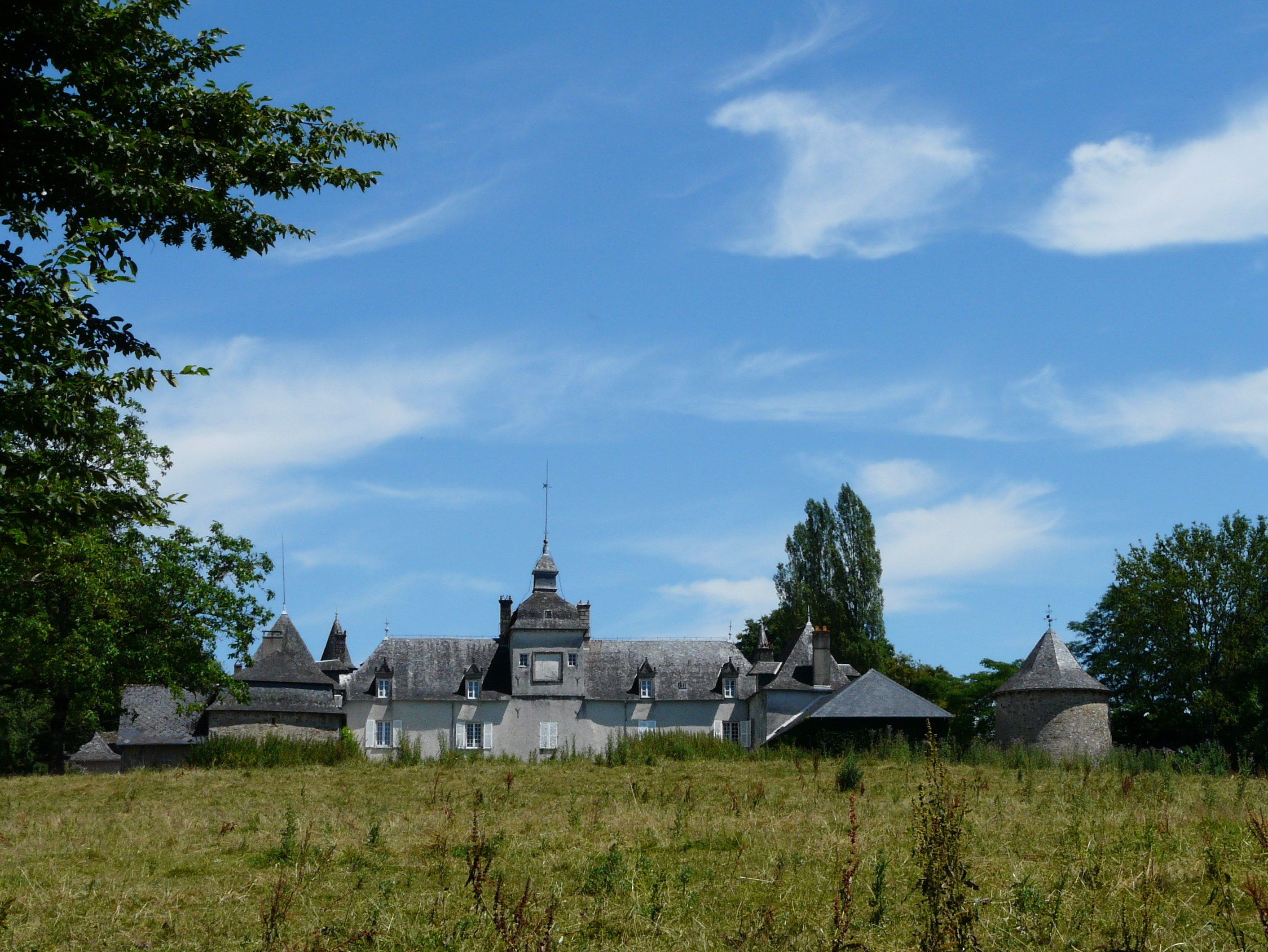
Le château de la Morguie.
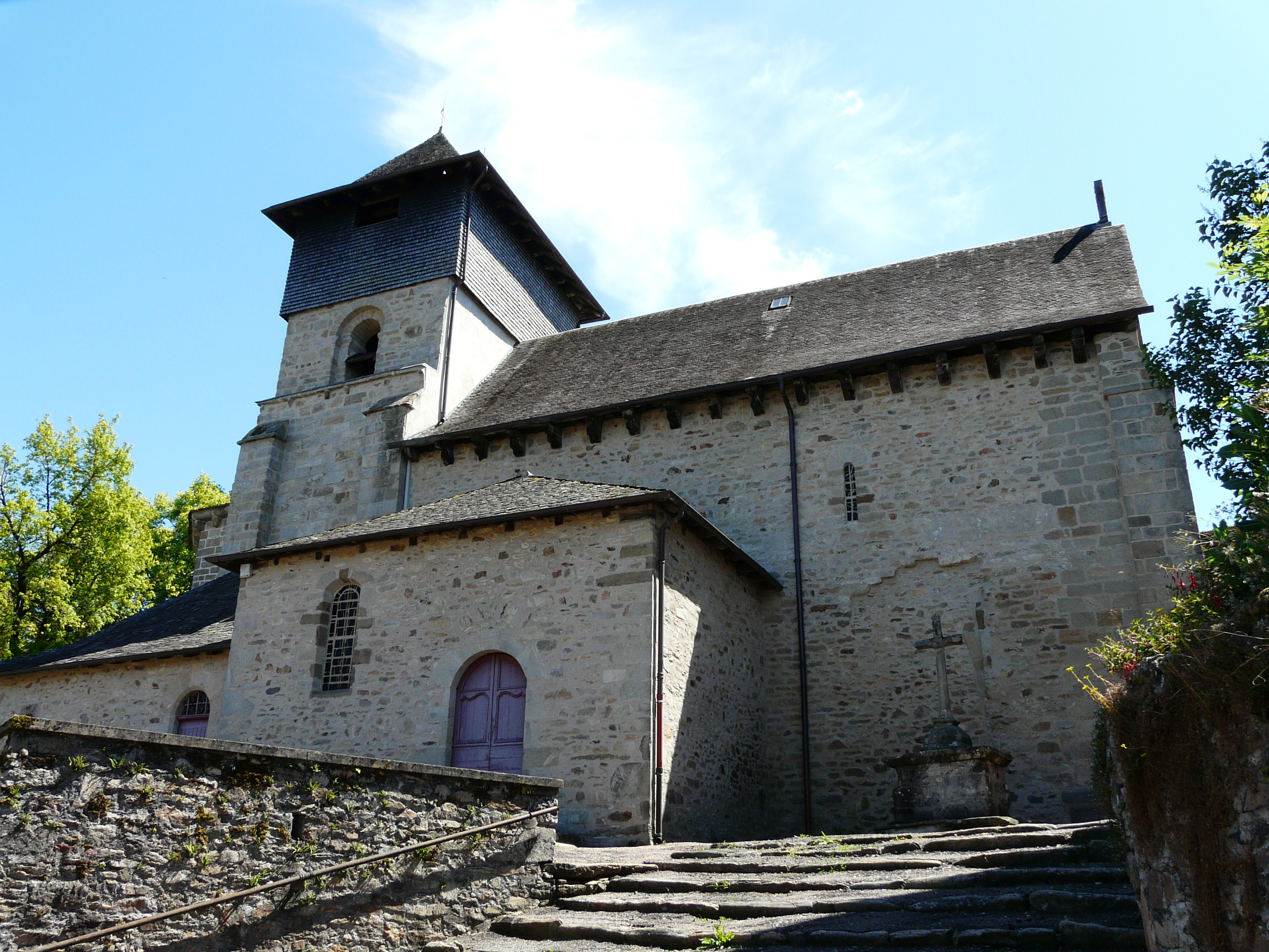
L'église Saint-Martial.
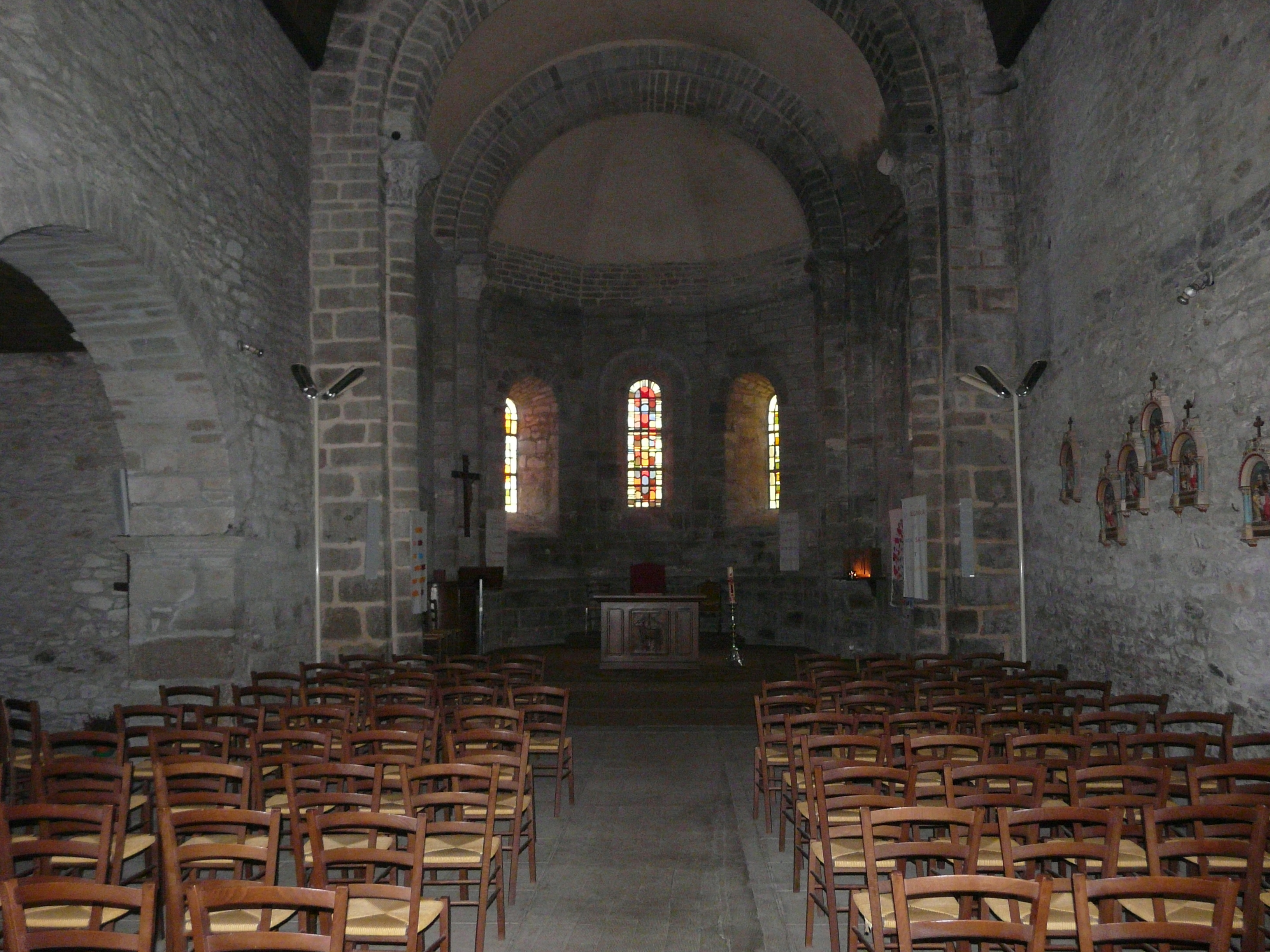
Sa nef.
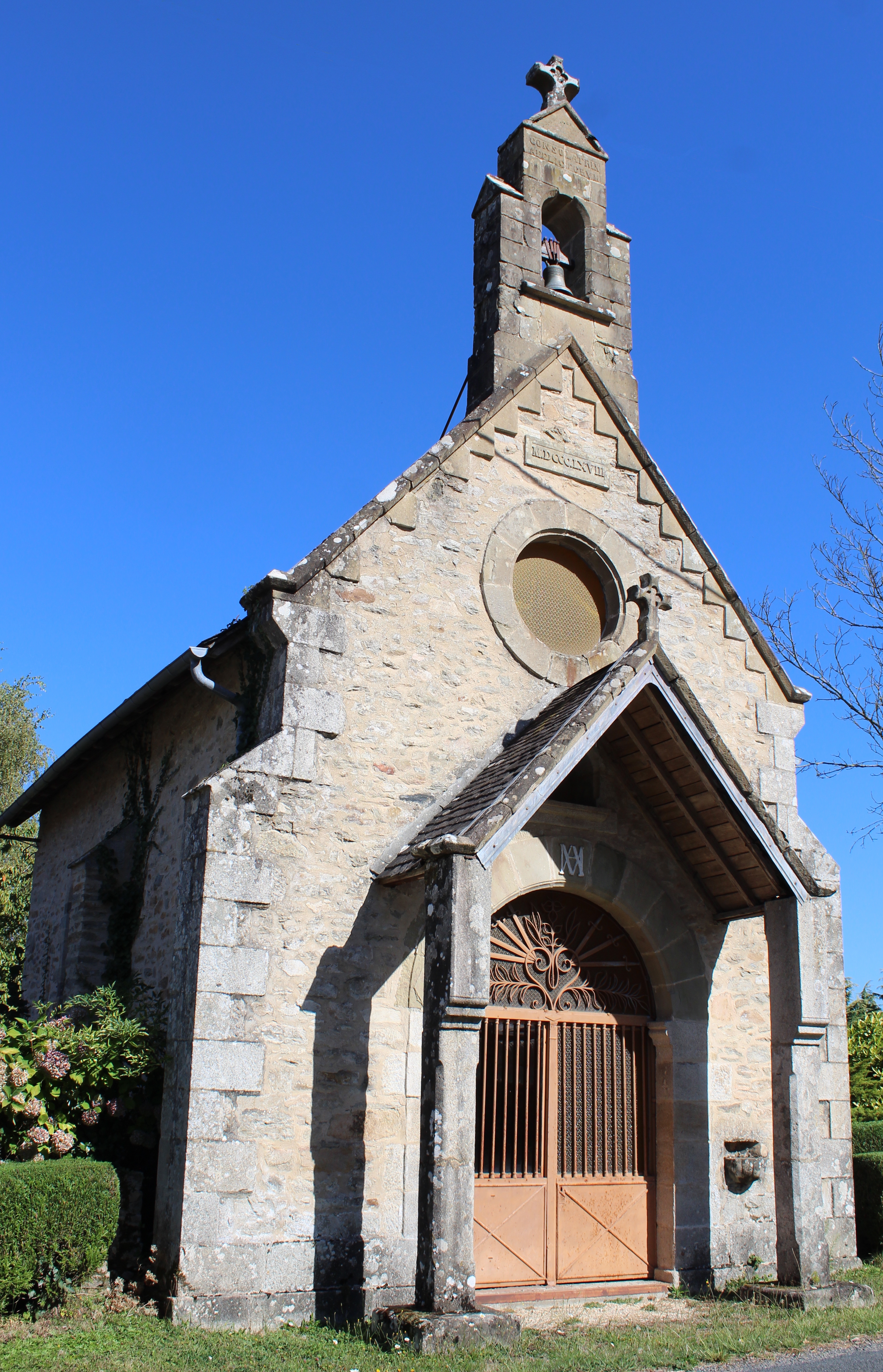
La chapelle.
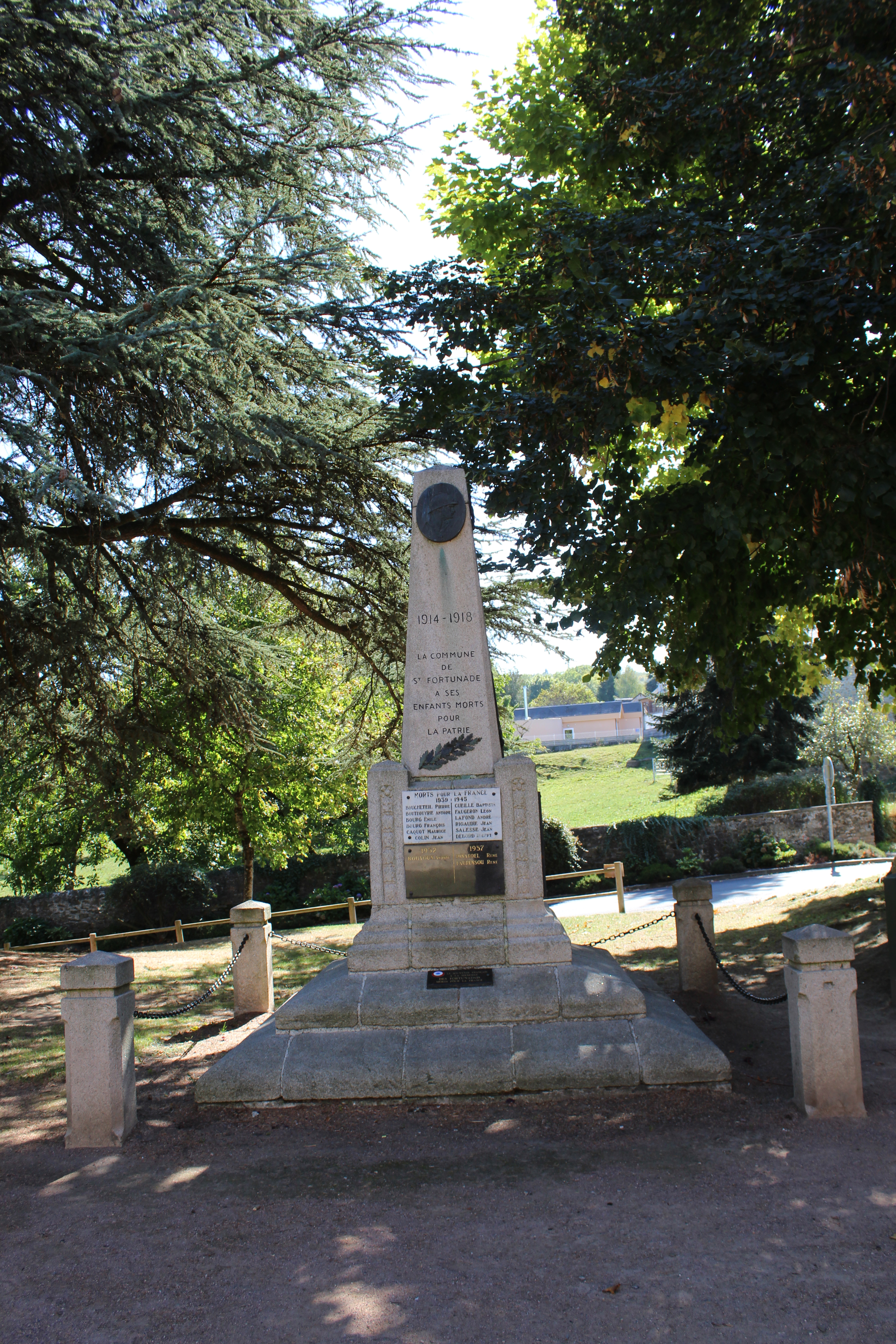
Le monument aux morts.

### Personnalités liées à la commune
Guido de Bonis: peintre, sculpteur et céramiste italien qui a partagé sa vie entre Sainte-Fortunade et Turin.

### Héraldique
| Blason de Sainte-Fortunade | Blason  | Parti : au 1er d'azur à trois rocs d'échiquier d'or, au 2e d'or au lion de sable couronné de même, armé et lampassé de gueules.     |
| Blason de Sainte-Fortunade | Détails | (Armes de la famille seigneuriale de Lavaur de Sainte-Fortunade[réf. nécessaire]). Le statut officiel du blason reste à déterminer. |